# Squamella bractea
Squamella bractea is een raderdiertjessoort uit de familie Lepadellidae. De wetenschappelijke naam van deze soort is voor het eerst geldig gepubliceerd in 1838 door Ehrenberg.